# Ричмонд (Новая Зеландия)
Ричмонд (англ. Richmond) — город на Южном острове Новой Зеландии, административный центр региона Тасман. Расположен в 13 км к юго-западу от Нельсона, на побережье южной оконечности залива Тасман. Городок был впервые основан в 1842 году, а в 1854 году получил своё нынешнее название в честь города Ричмонд-апон-Темс, который сейчас является частью Лондона. C 1853 по 1876 годы Ричмонд входил в состав провинции Нельсон.
По оценочным данным на 2014 год население города составляет 13 606 человек. В статистических целях Ричмонд обычно включают в городскую территорию Нельсона.